# Horneophyton
Horneophyton, een lid van de Horneophytopsida, is een geslacht van uitgestorven vroege planten die een ontbrekende schakel kunnen vormen tussen de hauwmossen en de Rhyniopsida. Het was een van de meest voorkomende organismen in de Rhynie Chert, een Devoonse Lagerstätte in Schotland. Een van de bekende soorten is Horneophyton lignieri. De waarschijnlijke vrouwelijke gametofyt is het vormtaxon Langiophyton mackiei.

## Beschrijving
De sporofyt had kale stengels (bijlen) tot twintig centimeter hoog en een diameter van ongeveer twee millimeter met een onverdeelde cortex. Huidmondjes waren aanwezig maar zeldzaam. Er was een dunne centrale streng geleidend weefsel, maar de cellen waren niet versterkt met spiraalvormige en netvormige verdikkingen (en vormt dus geen echt vaatweefsel). Vroege stadia van ontwikkeling van de sporofyten van Horneophyton kunnen afhankelijk zijn geweest van hun ouder-gametofyten voor voeding, maar volwassen exemplaren hebben uitgegroeide, knolachtige basis aan hun stengels, tot zes millimeter in diameter, die rizoïden droegen en lijken te zijn verankerd in de bodem, wat duidt op een vermogen tot onafhankelijk bestaan nadat de gametofyt was gedegenereerd.
Het sporangium (sporenvormend orgaan) is uniek onder zowel levende als fossiele planten en bestaat uit vertakte lobben aan de top van enkele van de takken van de stengel. Elke lob bevat een centrale columella, analoog aan dat bij de sporangia van hauwmossen. De sporangia van hauwmossen zijn echter niet vertakt. Het aantal lobben bezet door een sporangium varieerde. Er zijn ten minste drie orden dichotome vertakkingen gevonden, resulterend in meer dan vier lobben. De sporangia waren veel minder regelmatig dan getoond in de meeste reconstructies (inclusief dat tegenovergestelde) en ze hadden 'bultjes' of uitgroeisels erop. Sporen kwamen vrij door een spleet aan de bovenkant van elke lob. De sporangia van Horneophyton bevatten trilete meiosporen, waarvan de oppervlakken waren versierd met korte conische uitsteeksels.
De vrouwelijke gametofyt van de plant is herkend en beschreven als de vormtaxon Langiophyton mackiei. Het groeide uit tot een hoogte van ongeveer zes centimeter en leefde vrij. Horneophyton was tweehuizig, omdat het mannelijke en vrouwelijke gameten produceerde op afzonderlijke gametofyten. Horneophyton groeide op zandige, organisch-rijke grond op vochtige tot natte plaatsen. Ze groeiden meestal als geïsoleerde individuen.

## Taxonomie
Voor het eerst door Kidston & Lang in 1920 uit het Onder-Devoon genoemde fossielen in de 'Rhynie chert', werd de oorspronkelijke geslachtsnaam Hornea later gevonden en bezet door een bloeiende plant in de familie Sapindaceae, Hornea mauritiana en verleidde Barghoorn en Darrah om het geslacht te hernoemen in het geslacht Horneophyton in 1938. Het werd geclassificeerd als een rhyniofyt (onderverdeling Rhyniophytina) door Banks, maar de afwezigheid van echt vaatweefsel bracht Kenrick en Crane in 1997 ertoe de nieuwe klasse Horneophytopsida voor deze en soortgelijke geslachten te creëren. Een enkele soort, Horneophyton lignieri, is beschreven.